# ГЕС Тумут 1
ГЕС Тумут 1 — гідроелектростанція на південному сході Австралії. Знаходячись перед ГЕС Тумут 2, становить верхній ступінь у гілці Сноуі-Тумут гідровузла Snowy Mountains Scheme, живлячись при цьому ресурсом зі сточищ Мюррею (басейн Великої Австралійської затоки Індійського океану) та Сноуі-Рівер (тече до Бассової протоки).
Гідровузол, до складу якого входить станція Тумут 1, спорудили в межах Сніжних гір (частина Австралійських Альп, які формують південно-східне завершення Австралійського континенту). Їхній обернений на північний захід схил дренується річками Маррамбіджі (права притока Мюррею), Тумут (ліва притока попередньої) та Тума (ще один правий доплив Мюррею), тоді як протилежний, південно-східний схил вміщує сточище Сноуі-Рівер. З усіх названих річок відбувається збір ресурсу для роботи гілки Сноуі-Тумут, що забезпечується цілим рядом резервуарів:
1. У верхів'ї Маррамбіджі з 1960 року працює найвищий пункт дериваційної системи — водосховище Тантангара об'ємом 254 млн м3. Його утримує бетонна гравітаційна гребля висотою 45 метрів та довжиною 216 метрів, яка потребувала 74 тис. м3 матеріалу.
2. На річці Eucumbene, лівій притоці Сноуі, з 1958 року працює головний резервуар всього гідровузла з об'ємом 4,8 млрд м3 води. Тут звели земляну споруду висотою 117 метрів та довжиною 579 метрів, котра потребувала 6,7 млн м3 матеріалу.
3. На Тумуті з 1959-го працює сховище Тумут-Понд з об'ємом 23 млн м3, яке утримується бетонною арковою греблею висотою 86 метрів та довжиною 218 метрів (141 тис. м3 матеріалу).
4. На Тумі у 1961-му ввели експлуатацію водосховище з об'ємом 28 млн м3, для чого спорудили земляну греблю висотою 67 метрів та довжиною 305 метрів, що потребувало 1,1 млн м3 матеріалу.
Безпосередній забір води для роботи станції Тумут 1 (та всієї розташованої нижче гілки Сноуі-Тумут) відбувається зі сховища Тумут-Понд, куди ресурс надходить з інших елементів системи двома шляхами:
- за маршрутом Тантанагра — Eucumbene — Тумут-Понд, де прокладено тунелі довжиною 16,6 км з діаметром 3,65 метра (від Тантанагри) та 22,2 км з діаметром 7,3 метра (від Eucumbene). При цьому з Eucumbene також живиться інша гілка гідровузла — Сноуі-Мюррей (ГЕС Мюррей 1, Мюррей 2), а на шляху до Тумут-Понд другий тунель отримує поповнення з водозабору греблі Happy Jacks, зведеної на Тумуті вище за Тумут-Понд (ця бетонна гравітаційна споруда висотою 29 метрів та довжиною 76 метрів утримує 270 тис. м3 води);
- по тунелю Тума — Тумут-Понд довжиною 14,3 км з діаметром 4 метра, який на своєму шляху захоплює додатковий ресурс з Deep Creek (права притока Туми), Ogilvies Creek (притока попередньої) та Burns Creek (ліва притока Тумуту, що впадає нижче за греблю Тумут-Понд). При цьому на Deep Creek споруджена бетонна гравітаційна гребля висотою 21 метр та довжиною 55 метрів, котра практично не створює сховища (лише 5 тис. м3).
Можливо відзначити, що річний водозбір зі всіх чотирьох доступних для ГЕС Тумут 1 напрямків — Маррамбіджі, Eucumbene, Тумут та Тума — приблизно однаковий та становить від 290 (Тума) до 345 (Тумут) млн м3 (втім, варто пам'ятати, що перші дві зони працюють на обидві гілки гідровузла).
Від Тумут-Понд через правобережний гірський масив прокладено підвідний тунель довжиною 2,4 км з діаметром 6,4 метра, який через дві напірні шахти висотою по 0,24 км з діаметром 3,6 метра постачає ресурс до машинного залу, розташованого на глибині 366 метрів. В останньому встановили чотири турбіни типу Френсіс потужністю по 82,4 МВт, котрі працюють при напорі у 293 метри.
Відпрацьована вода по відвідному тунелю довжиною 1,3 км потрапляє до Тумут.
Можливо також відзначити, що відібрана з верхів'я Маррамбіджі вода потрапляє знов до цієї річки нижче за греблю Burrinjuck, при якій працює ГЕС потужністю 28 МВт.